# Cabeça do Monte
Cabeça do Monte es una localidad caboverdiana del municipio de São Filipe.

## Geografía
La localidad está situada en la isla de Fogo.

## Organización territorial
La localidad abarca los lugares y barrios de:
- Achada Lapa
- Cabeça do Monte
- Cidreira Norte
- Cidreira Sur
- Montado
- Morro Bento Lopes
- Passagem